# Maison des Signataires
La Maison des Signataires (en lituanien : Signatarų namai, anciennement connue sous le nom de Maison de Sztral) est un monument historique lituanien situé rue Pilies, dans le centre historique de Vilnius, en Lituanie. C'est ici que le 16 février 1918, la Déclaration d'indépendance de la Lituanie a été signée par vingt membres du Conseil de Lituanie.

## Histoire
Le bâtiment a été mentionné pour la première fois par écrit dans un édit de 1645. La maison a changé plusieurs fois de propriétaires au cours des XVIIe et XVIIIe siècles, et après de grands incendies au XVIIIe siècle, elle a subi une reconstruction. À la fin du XIXe siècle, Kazimierz Sztral rénova le bâtiment dans un style néo-Renaissance. Le deuxième étage présente des sculptures décoratives symbolisant l'agriculture et la pêche. Le troisième étage abrite deux bustes masculins. M. Sztral a ouvert le café « Biały Sztral », qui a fonctionné jusqu'en 1939. Le café, fréquenté par la haute société locale, a été immortalisé par Konstanty Ildefons Gałczyński dans ses Élégies de Vilnius.
Bien que fermée après la rétrocession de la ville à la Lituanie, la maison fut bientôt rouverte et abrita le cabaret « Ksantypa », dirigé par des artistes qui avaient fui la partie de la Pologne occupée par les nazis, parmi lesquels Janusz Minkiewicz, Mieczysław Szpakiewicz, Stanisława Perzanowska, Marta Mirska et Światopełk Karpiński,. Il a fonctionné comme tel jusqu'à la deuxième occupation soviétique. Le café a été rouvert en 2000.
Avant 1918, les étages supérieurs étaient loués. La Société lituanienne de secours aux victimes de la guerre a opéré dans ce bâtiment pendant la Première Guerre mondiale. Dans l'un des bureaux du Comité au troisième étage, le 16 février 1918, les vingt membres du Conseil de Lituanie ont signé l'Acte d'indépendance de la Lituanie, rétablissant l'indépendance de la Lituanie. Par la suite, l'édifice a été adapté aux besoins de diverses organisations lituaniennes et a continué à servir de résidence.
Peu de temps après que la Lituanie ait recouvré son indépendance de l'Union soviétique en 1990, la maison a été consacrée musée et ouverte au public en 2000. Depuis 2003, le musée est une branche du Musée national de Lituanie. Les cérémonies annuelles de commémoration de l'indépendance ont lieu à la Maison des Signataires le 16 février.